# RM-11
La RM-11 o Carretera Lorca-Águilas (antigua C-3211) es una carretera autonómica de la Región de Murcia (España). Se la suele referir como Autovía de Águilas, si bien es una carretera convencional con dos carriles por sentido separados por una mediana. Inicia su recorrido en Lorca y pone fin en la población costera de Águilas.
La velocidad máxima genérica es de 100 km/h, no es 120 como si fuera una autovía.
Esta carretera se puso en servicio en los años 90 como una vía de alta capacidad, desdoblando la antigua carretera.
En el kilómetro 30 cruza por encima y enlaza con la Autopista del mediterráneo, y en el kilómetro 22 enlaza con la antigua Nacional 332, hoy renombrada como RM-332.

## Tramos
| Denominación | Tramo                                       | km  | Año servicio |
| ------------ | ------------------------------------------- | --- | ------------ |
| RM-11        | Enlace A-7 - Lorca (sur)                    | 1,3 | 1995         |
| RM-11        | Lorca (sur) - Purias                        | 8,7 | 2000         |
| RM-11        | Purias - Alto de Purias                     | 4,8 | 1995         |
| RM-11        | Alto de Purias - Collado de los Estudiantes | 4   | 1996         |
| RM-11        | Collado de los Estudiantes - Tébar          | 7   | 1997         |
| RM-11        | Tébar - Águilas                             | 7,6 | 1992         |

## Recorrido
El kilómetro 0 de la RM-11 está situado en la glorieta de San Antonio de Lorca, dentro del casco urbano de la ciudad. Desde ahí continúa hacia la localidad de Águilas, donde finaliza. En su recorrido, la vía atraviesa varias pedanías de los términos municipales de Lorca y Águilas.
La RM-11 tiene dos carriles por sentido en todo su trazado.
| Velocidad | Esquema | Salida | Sentido Águilas (descendente)                                                                                          | Sentido Lorca (ascendente)                                                                                             | Carretera        | Notas                                           |
| --------- | ------- | ------ | --- | --- | ---------------- | ----------------------------------------------- |
|           |         |        | Comienzo de la RM-11                                                                                                   | Fin de la RM-11 |                  |                                                 |
|           |         |        | Lorca (oeste) Rotonda de San Antonio                                                                                   | Lorca (oeste) Rotonda de San Antonio                                                                                   | E-15 A-7 N-340a  | Paso inferior bajo la rontonda hacia/desde A-7. |
|           |         |        | Cmno. Viejo del Puerto                                                                                                 | Cmno. Viejo del Puerto                                                                                                 | RM-D11           |                                                 |
|           |         |        | Ronda Sur de Lorca Camino Quijero                                                                                      | Ronda Sur de Lorca Camino Quijero                                                                                      |                  |                                                 |
|           |         |        | Vía de servicio Gasolinera                                                                                             | |                  |                                                 |
|           |         |        | Camino de Enmedio Centro comercial                                                                                     | Camino de Enmedio Centro comercial                                                                                     |                  | Rotonda partida regulada por semáforos          |
|           |         |        | El Campillo La Almenara                                                                                                | El Campillo La Almenara                                                                                                | RM-D10           | Rotonda partida regulada por semáforos          |
|           |         |        | Vía rápida | Travesía |                  |                                                 |
|           |         |        | Águilas 32 km | |                  |                                                 |
|           |         | 5      | | | RM-621 RM-D12    |                                                 |
|           |         | 8      | Camino de Velopache Vía de Servicio                                                                                    | |                  |                                                 |
|           |         | 9      | Pozo de la Higuera Pulpí Purias centro                                                                                 | Pozo de la Higuera Pulpí Purias centro                                                                                 | RM-620 RM-621    |                                                 |
|           |         |        | Área de Servicio Gasolinera                                                                                            | Área de Servicio Gasolinera                                                                                            |                  |                                                 |
|           |         |        | | |                  | Radar en pk 13 sentido Lorca                    |
|           |         | 14     | Purias vía de servicio                                                                                                 | Purias vía de servicio                                                                                                 | RM-621           |                                                 |
|           |         |        | | |                  | 5 kilómetros                                    |
|           |         | 17     | Lorca Golf Resort vía de servicio                                                                                      | Lorca Golf Resort vía de servicio                                                                                      |                  |                                                 |
|           |         |        | Purias 550m | Purias 550m |                  |                                                 |
|           |         |        | | |                  | Radar en pk 18 sentido Águilas                  |
|           |         | 19     | | Vía de servicio |                  |                                                 |
|           |         |        | | |                  |                                                 |
|           |         |        | | |                  |                                                 |
|           |         | 22     | Mazarrón Cartagena | Mazarrón Cartagena | RM-332           |                                                 |
|           |         | 24     | | Vía de servicio |                  | Camino con firme ordinario                      |
|           |         | 25     | Puerto Lumbreras cambio de sentido                                                                                     | Puerto Lumbreras cambio de sentido                                                                                     | RM-D19           |                                                 |
|           |         |        | Vía de servicio | |                  |                                                 |
|           |         | 27b    | | Los Mayorales Cuesta de Gos Vía de servicio                                                                            | RM-D13           |                                                 |
|           |         | 27a    | | Camino rural |                  |                                                 |
|           |         | 27     | Vía de servicio Molino Saltaor                                                                                         | |                  |                                                 |
|           |         | 28     | | Vía de servicio Molino Saltaor                                                                                         |                  |                                                 |
|           |         |        | Vera - Almería - Cartagena Los Arejos                                                                                  | Vera - Almería - Cartagena Los Arejos                                                                                  | E-15 AP-7 RM-D24 |                                                 |
|           |         | 30     | Vía de servicio | |                  |                                                 |
|           |         |        | Posibles retenciones en el tramo final de la RM-11                                                                     | |                  | Sentido Águilas                                 |
|           |         |        | Fin de vía rápida | Vía rápida |                  | Sentido Lorca                                   |
|           |         |        | Águilas (noroeste) Rotonda Vía de circunvalación de Águilas Playas Cabo Cope - Calabardina - Calarreona Vera - Almería | Águilas (noroeste) Rotonda Vía de circunvalación de Águilas Playas Cabo Cope - Calabardina - Calarreona Vera - Almería | RM-333 RM-D14    |                                                 |
|           |         |        | Fin de la RM-11 | Comienzo de la RM-11                                                                                                   |                  |                                                 |